# Jorge Rivera López
Jorge Rivera López (Buenos Aires; 19 de marzo de 1930-5 de septiembre de 2024) fue un actor de teatro, cine y televisión argentino. Actuó en más de 60 obras de teatro. Durante la dictadura cívico-militar se mantuvo al frente de la Asociación Argentina de Actores, único sindicato nacional que no fue intervenido por los militares. Durante esos años pudo actuar en teatro independiente con su compañía.

## Biografía
Jorge Rivera López egresó en 1952 de la Escuela Nacional de Arte Dramático. Integró el elenco de la Comedia Nacional bajo la dirección de Orestes Caviglia. Ha actuado en más de sesenta obras de teatro, entre ellas Facundo en la Ciudadela de Vicent Barbieri, Asesinato en la catedral de T. S. Eliot, Los Mellizos de Plauto y El Hombre Superhombre de Bernard Shaw. 
En 1980 obtuvo los Premios Molière y Estrella de Mar. 
En cine actuó en La fiaca, La Patagonia rebelde, Momentos robados, Cómplices y Triángulo de cuatro y en todos los filmes del director Rodolfo Kuhn.
A partir de 1981 fue uno de los protagonistas del Movimiento del Teatro Abierto, una reacción cultural contra la dictadura militar que tuvo una amplia influencia en la población. Osvaldo Dragún organizó el movimiento junto a otros hombres y mujeres de teatro como Roberto Cossa, Luis Brandoni y Pepe Soriano, apoyados por Adolfo Pérez Esquivel, recién elegido Premio Nobel de la Paz y Ernesto Sabato. El ciclo se repitió en 1982, en 1983 (con el lema de «ganar la calle»), y en 1984 (el «eatrazo»).
En 1959 participó del programa Historia de jóvenes  transmitido por Canal 7 que recibió el Premio Martín Fierro de ese año en el rubro telenovelas.

## Teatro
- ¡Ay, Carmela! de José Sanchís Sinisterra, 1989 con Virginia Lago - Dir. Dervy Vilas

## Cine
- Incorregibles, 2007
- El borde del tiempo (Vicente), 2004
- Claim (Juan Pasaron), 2002
- Apariencias (Esteban Ortiz), 2000
- Cómplices (Fernando), 1998
- Momentos robados, 1998
- Veredicto final, 1996
- De amor y de sombra (Profesor Leal), 1995
- Negra medianoche, inédita, 1990
- Made in Argentina (1987)
- Visión de un asesino (no estrenada comercialmente) (1981)
- Proceso a la infamia (1978) ... Senador Santana
- Difunta Correa (1975)
- La hora de María y el pájaro de oro (1975)
- Más allá del sol (1975)
- Triángulo de cuatro (1975)
- La Mary (1974) ... Ariel
- La Patagonia rebelde (1974) ...Edward Mathews
- La malavida (1973) ...Simón Linsky
- Todos los pecados del mundo (1972)
- Kuma Ching (1969) ...Sansón
- La fiaca (1969)
- Turismo de carretera (1968)
- ¡Ufa con el sexo! (inédita) (1968)
- El ABC del amor (episodio "Noche terrible") (1967) ...Ricardo
- Extraña invasión (1965)
- Gente conmigo (1965)
- Pajarito Gómez -una vida feliz- (1965)
- Los inconstantes (1963)
- Los jóvenes viejos (1962)
- Tres veces Ana (1961)
- Pobres habrá siempre (1958)... Eduardo Sandoval

## Televisión
- El elegido (Tomás-Serie), 2011
- Don Juan y Su Bella Dama (Francisco-Serie), 2008
- Rebelde Way (Casildo Fond-Serie), 2003
- La mujer del presidente (Serie), 1999
- Chiquititas (Ramiro Morán-Serie), 1995
- Micaela (Antonio-Serie), 1992
- La elegida (Agustín-Serie), 1992
- La única noche (Serie), 1985
- Esta noche... miedo (Serie), 1970
- Historia de jóvenes (Serie), 1959